# Gulzar

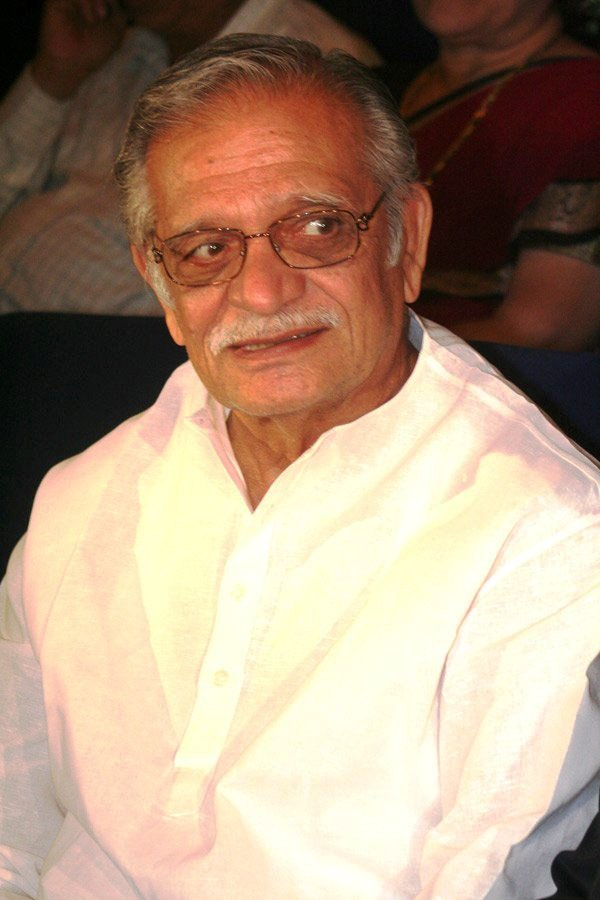
Gulzar im Jahr 2008

Sampooran Singh Kalra (* 18. August 1936 in Dina, Punjab), bekannt unter seinem Autorenpseudonym Gulzar (Panjabi ਗੁਲਜ਼ਾਰ, Hindi गुलज़ार Gulazār), ist ein indischer Dichter, Liedtexter, Drehbuch- und Dialogautor, Filmregisseur und Filmproduzent. Er arbeitet hauptsächlich in den Sprachen Hindi und Urdu.

## Leben
Sampooran wurde als Sikh in Dina im Distrikt Jhelam geboren. Sein Pseudonym „Gulzar“ nahm er an, als er als Autor zu arbeiten begann.
Seit Anfang der 1960er Jahre ist er im Hindi-Filmgeschäft beschäftigt. Für Bimal Roys Bandini (1963) schrieb er das Lied Mora gora ang lai und wurde danach dessen Assistent. 1971 hatte Gulzar sein Debüt als Regisseur in Mere Apna, einem Remake von Tapan Sinhas Apanjan aus dem Jahr 1968. Unter seinen Regiearbeiten finden sich mit Khushboo, Kitaab und Namkeen drei Verfilmungen bengalischer Literatur von Sharat Chandra Chattopadhyay und Samaresh Basu. 1980 vollendete Gulzar nach dem Tod des Dokumentarfilmers S. Sukhdev dessen letzten Film Shaira, eine Dokumentation über die Schauspielerin Meena Kumari, die auch die Hauptrolle in Gulzars Mere Apna gespielt hatte. Gulzars erfolgreichste Filme nach Mere Apna waren Koshish (1972), Parichay (1972), Mausam (1975), Aandhi (1975), Lekin… (1990) und Maachis (1996). Neben den Drehbüchern zu seinen eigenen Filmen schrieb er auch Dialoge für Werke anderer Regisseure wie Hrishikesh Mukherjees Ashirwad (1968), Asit Sens Khamoshi (1969), Shekhar Kapurs Masoom (1982) und andere. Seit Ende der 1980er Jahre arbeitete er mehrfach für das indische Fernsehen Doordarshan, wobei seine Fernsehserie Mirza Ghalib mit Naseeruddin Shah in der Titelrolle besondere Aufmerksamkeit auf sich zog.
In seiner Tätigkeit als Liedtexter war Gulzar am erfolgreichsten. Sie führte zu einer engen Zusammenarbeit mit den Komponisten Rahul Dev Burman, mehrfach arbeitete er auch mit Sachin Dev Burman, Salil Choudhury, Madan Mohan und A. R. Rahman.
Gulzar veröffentlichte die drei Gedichtbände Janam, Ek Boond Chand und Kuch Aur Nazme sowie mehrere Kinderbücher, darunter eine Version des Panchtantra in Versen auf Hindi.
Er ist mit der Schauspielerin Raakhee verheiratet. Ihre Tochter Meghna Gulzar schrieb die Biografie Because he is… über ihren Vater und arbeitet selbst als Filmregisseurin.

## Auszeichnungen
Gulzar wurde mit neun Filmfare Awards als bester Liedtexter, zahlreichen National Film Awards und 2009 zusammen mit A. R. Rahman für das Lied Jai Ho mit einem Oscar ausgezeichnet. 2002 erhielt er für sein literarisches Wirken einen Sahitya Akademi Award. Im Jahr 2004 wurde ihm der Padma Bhushan verliehen. 2014 wurde ihm rückwirkend für das vergangene Jahr der bedeutende Dadasaheb Phalke Award zuerkannt.

## Filmografie (Regie)
- 1971: Mere Apne
- 1972: Koshish
- 1972: Parichay
- 1973: Achanak
- 1975: Khushboo
- 1975: Mausam
- 1975: Aandhi
- 1977: Kinara
- 1977: Kitaab
- 1979: Meera
- 1980: Shaira (Dokumentarfilm)
- 1981: Angoor
- 1982: Namkeen
- 1984: Suniye/Aika (Kurzfilm)
- 1985: Ek Akar (Dokumentarfilm)
- 1987: Ijaazat
- 1988: Mirza Ghalib (Fernsehserie)
- 1988: Libaas
- 1990: Lekin...
- 1990: Ustad Amjad Ali Khan (Dokumentarfilm)
- 1992: Pandit Bhimsen Joshi (Dokumentarfilm)
- 1996: Maachis
- 1999: Hu Tu Tu